# Josef Dobeš
Josef Dobeš (* 28. února 1964 Boskovice) je český psycholog a politik, bývalý místopředseda strany Věci veřejné, od května 2010 do srpna 2013 poslanec Parlamentu České republiky a v letech 2010–2012 ministr školství, mládeže a tělovýchovy ve vládě Petra Nečase.

## Vzdělání, profesní kariéra a rodina
Vystudoval střední průmyslovou školu strojní (SPŠ a VOŠ technická, Sokolská 1, Brno). Studoval tři a půl semestru na Univerzitě Karlově katolickou teologickou fakultu, tehdy ještě v Litoměřicích, s cílem stát se knězem. Poté vystudoval obor psychologie na filozofické fakultě Masarykovy univerzity v Brně. Jako psycholog nejdříve pracoval s vězni ve Vazební věznici Praha-Pankrác, věnoval se práci s rodinami a dětmi s výchovnými či školními problémy. Sociální práci však opustil, aby se mohl věnovat vlastnímu podnikání v oboru balení a skladování zboží. Dále působil jako šéf recruitmentu bezpečnostní agentury ABL. Je podruhé ženatý a má tři syny (Jakub, Kryštof, Matouš). V roce 2010 si vzal do pěstounské péče cca patnáctiletého romského chlapce Davida, toho však po roce kvůli výchovným problémům "vrátil" do dětského domova. Na základě své osobní zkušenosti zastává názor, že je nevhodné rušit základní praktické školy, protože pro děti s IQ kolem 60 je to potřebný mezistupeň mezi základní školou, na kterou by nestačily, a speciální školou, kde jsou děti s těžkým mentálním handicapem.
Před studiem na vysoké škole hrál vrcholově v Brně fotbal.[zdroj?]

## Politická kariéra
Je spoluzakládajícím členem politické strany Věci veřejné, stál u jejího zrodu v roce 2002. Opakovaně byl zvolen jejím místopředsedou. V letech 2006–2010 byl zastupitelem za VV na Praze 1 a šéfem zastupitelského klubu. V únoru 2010 byl v přímé volbě zvolen lídrem kandidátky VV do PSP ČR v Jihomoravském kraji, na níž byl 29. května 2010 zvolen členem dolní komory. Dne 13. července 2010 byl jmenován ministrem školství, mládeže a tělovýchovy České republiky. Dne 23. března 2012 předal premiérovi ministerskou demisi, kterou 30. března přijal prezident republiky. Výkon funkce ministra skončil 31. března téhož roku. Proklamovaným důvodem odchodu z vlády byl jeho v nesouhlas s vládními škrty v resortu školství.
V dubnu 2012 vystoupil ze strany Věci veřejné.

### Odvolané odvolání
Dne 11. dubna 2011 premiér Petr Nečas předal prezidentu republiky návrh na jeho odvolání z vlády, prezident Klaus ho však odmítl odvolat, dokud se koalice neshodne. Podle koaliční dohody ve formátu K12 z 19. dubna svůj post ministra školství, mládeže a tělovýchovy obhájil a kabinet neopustil.

### Spolupracovníci
V únoru 2011 Mladá Fronta DNES obvinila Dobeše z toho, že psal své vrchní ředitelce kabinetu Janě Machálkové část seminární práce nazvané „Veřejné vystupování Josefa Dobeše“. Dobeš to popřel. O půl roku později ji z důvodu těhotenství ve funkci nahradil Martin Krejza.
Kritiku řady médií vzbudil Dobeš spoluprací s bývalým kandidátem Národní strany Ladislavem Bátorou, kterého od dubna 2011 zaměstnával jako „ekonomického poradce“ a v červenci 2011 ho ustanovil ředitelem personálního odboru ministerstva.
V srpnu 2011 Ladislav Bátora označil předsedu TOP 09 a ministra zahraničí Karla Schwarzenberga za „starého prskajícího chudáčka“, což vyvolalo koaliční krizi: ministři za TOP 09 opustili jednání vlády s tím, že se nevrátí, dokud Dobeš Bátoru neodvolá. Dobeš se od výroku distancoval a po dvou týdnech situaci vyřešil tím, že Bátoru přesunul na pro tento účel vytvořenou pozici zástupce ředitele ministrova kabinetu, což TOP 09 upokojilo, ačkoliv to Dobeš komentoval, že tím „Bátora zůstává na svém“. ODS jako viníka krize označila TOP 09 a Bátoru označila za zástupný problém.
Prezident Václav Klaus se při této příležitosti za Bátoru opět postavil a chování ministrů TOP 09 označil za „nedůstojné“. Krátce poté Klaus Dobeše označil za nejlepšího ministra školství.
Bátora 14. října svolal tiskovou konferenci, ve které oznámil, že se funkce zástupce vedoucího kabinetu vzdává, aby ministra neohrozil. Poděkoval při té příležitosti ministrovi Dobešovi a prezidentu Klausovi, že se ho zastali, a své odpůrce obvinil z toho, že jej nepravdivě označují mj. za rasistu kvůli jeho odporu vůči multikulturalizmu, který se dle něj stává státní doktrínou. Do konce roku Bátora zůstal ve funkci poradce, která byla posléze zrušena, díky čemuž mimo řádného platu dostal coby odstupné čtvrt milionu korun. Při odchodu prohlásil, že ztratil podporu ministra tím, že nazval ministra financí Kalouska „ubožáckým šmejdem“.
Ministr byl kritizován za svoji personální politiku: kupříkladu na pozici vedení evropských fondů se do února 2012 vystřídalo pět vedoucích pracovníků, za to dobu ministr též vystřídal čtyři tiskové mluvčí.

### Státní maturity
Ministr po řadě let odkladů svých předchůdců ve funkci dotáhl ve školním roce 2010/11 do stádia použití projekt státních maturit.

### Reforma vysokého školství
Za ministrova působení pokračovala snaha o reformu vysokého školství, kterou měla tato i některé minulé vlády včetně opatření jako školné ve svém programovém prohlášení. Za ministra Dobeše byla tato reforma formulována jako dvojice zákonů: zákon o vysokých školách a zákon o finanční pomoci studentům. Zatímco první má upravit vztah státu k vysokým školám, druhý má za cíl zavést (odložené) školné.
Zákon o vysokých školách byl odborné veřejnosti předložen v únoru 2011. Za účelem diskuze byla zřízena oponentní komise složená ze zástupců České konference rektorů a Rady vysokých škol. Zákon o finanční pomoci studentům dostávají vysoké školy možnost připomínkovat v rámci mezirezortní komise. V září 2011 se však v rámci jednání K9 obsah zákona o vysokých školách podstatně změnil, stejně tak zákon o finanční pomoci studentům se v listopadu 2011 bez projednání v upravené podobě posunul do vnějšího připomínkovacího řízení, proti čemuž vysoké školy protestovaly. Kritika se soustředila na následující body:
- Materiál přesouvá některé konkrétní pravomoci týkající se uspořádání vnitřních poměrů výhradně na vnitřní předpisy vysoké školy. Zároveň ale při rozhodováních o klíčových záležitostech posiluje roli externích aktérů skrze tzv. radu veřejné vysoké školy (dnes správní rada), kterou jmenuje ministr (ze dvou třetin na základě návrhu vysoké školy, z jedné třetiny z vlastního podnětu se souhlasem vlády ČR). Rada veřejné VŠ má například nově místo akademických senátů schvalovat statut jako základní předpis vysoké školy a také její rozpočet. V některých momentech naopak návrh reguluje uspořádání vysoké školy mnohem striktněji než dnes (např. složení akademického senátu).
- Návrh obsahuje zákonné omezení zastoupení studentů v akademických senátech veřejných vysokých škol, a tedy snížení jejich vlivu na chod vysoké školy. Zatímco současný zákonný rozsah počtu studentů v akademických senátech je 1/3 až 1/2 členů, návrh obsahuje omezení tohoto počtu na 1/3.
- Zavedení tzv. funkčních míst. Na jedné straně má „docent“ a „profesor“ znamenat funkční místo, tedy typ pracovní smlouvy, kterou VŠ s pracovníkem uzavírá, na druhé straně má být uzavření takové pracovní smlouvy vázáno na existenci „habilitace“ daného pracovníka. Habilitací se rozumí v principu podobný institut, jak ho známe nyní, až na jeho lokální působnost (habilitaci nutně uznává pouze škola, na které byla udělena, ostatní školy se mohou rozhodnout, zda ji uznají či nikoli) a to, že být habilitován neznamená být ustanoven docentem či profesorem. Dále platí, že „profesoři“ mohou být ustanoveni pouze na školách univerzitního typu. Současní docenti a profesoři se mají stát automaticky „docenty“ a „profesory“ podle nového zákona.
- Podle návrhu by všichni studenti na vysokých školách měli platit školné ve výši stanovené danou školou. Po dobu standardní doby studia by přitom zákon garantoval maximální výši takto stanoveného školného v hodnotě 10 000 Kč za semestr. Studenti si na školné budou moci brát půjčky – podle věcného záměru zákona o finanční pomoci studentům by úroky z této půjčky spláceli okamžitě po ukončení studia (ať už úspěšném, či neúspěšném), samotnou půjčku pak po dosažení hrubé měsíční mzdy ve výši alespoň dvojnásobku mzdy minimální, tj. v současnosti 16 000 Kč.
- Vysoké školy budou jako součást svých vnitřních předpisů definovat tzv. „vnitřní systém zajišťování kvality“, který by měl obsahovat obecné nastavení procesů s kvalitou souvisejících. Na základě posouzení tohoto vnitřního systému získá škola na deset let tzv. „institucionální akreditaci“, která ji oprávní provádět výuku v určité oblasti či oblastech vzdělávání. Během těchto let musí škola nedefinovaným způsobem provádět a zveřejňovat tzv. „vnitřní hodnocení vnitřního systému zajišťování kvality“ a též „hodnocení dosahovaných výsledků“. Jednou za několik let se také škola musí podrobit „vnějšímu hodnocení vnitřního systému zajišťování kvality“ a „vnějšímu hodnocení oblastí vzdělávání“. Za udělování, omezování nebo odnímání institucionálních akreditací a zajišťování systému hodnocení bude odpovědná transformovaná Akreditační komise, nově „Národní akreditační agentura“. Ta bude moci hodnocením pověřit na státu nezávislou hodnotící agenturu ze seznamu, který sama vytvoří.
- Návrh neupravuje status soukromých vysokých škol, které si podle zástupců veřejného vysokého školství zaslouží přísnější regulaci.

Na 19. ledna 2012 svolává rektor Univerzity Karlovy Václav Hampl informační setkání akademické obce Univerzity. Ministr Dobeš tuto schůzku ještě před jejím skončením označil za „podněcování k sociálním nepokojům“. Václav Klaus Dobeše podpořil a označil akademické protesty za „falešnou hru na akademickou svobodu.“ Studentské organizace doprovodily toto setkání happeningem, při kterém studenti vyhodili z balkonu Právnické fakulty 90 melounů jako symbol 90 milionů korun, které stála příprava reformy terciárního vzdělávání. Po setkání se konal, studenty opět organizovaný, pochod k úřadu vlády, kterého se zúčastnilo několik set studentů. V dalších dnech se konaly podobné akce v dalších městech České republiky. K námitkám Univerzity Karlovy se začaly připojovat akademické senáty dalších škol: ČVUT, Masarykova univerzita v Brně či Univerzita Pardubice. 7. února pověřilo vedení Věcí veřejných Dobeše, aby začal s premiérem a akademickou obcí jednat o zápisném a školném pouze při překročení standardní délky studia.

### Plzeňská práva
9. března 2012 v rozporu se závazným stanoviskem Akreditační komise kontroverzně prodloužil akreditaci magisterského studijního programu na plzeňské právnické fakultě, za což byl kritizován resortními politiky z ODS, TOP 09 i z ČSSD. Také na něj kvůli tomu podal předseda Strany Zelených Ondřej Liška i bývalý student plzeňské fakulty Martin Marek trestní oznámení pro podezření ze spáchání trestného činu zneužití pravomoci úřední osoby. Trestní oznámení podala i sama Akreditační komise, ta navíc dá podnět nejvyššímu státnímu zástupci k podání žaloby z důvodu veřejného zájmu o zrušení rozhodnutí ve správním soudnictví.

### Hnutí pro sport a zdraví
Dne 3. září 2013 oznámil, že rezignuje na funkci předsedy hnutí Pro sport a zdraví. Zdůvodnil to tím, že se většina grémia rozhodla obnovit jednání o společné kandidatuře se SPOZ. Ve volbách do Poslanecké sněmovny PČR v říjnu 2013 nekandidoval, protože se chtěl věnovat komunální politice.

### Kandidatura do Senátu
Ve volbách do Senátu PČR v roce 2018 kandidoval jako nezávislý kandidát v obvodu č. 29 – Litoměřice. Se ziskem 8,01 % hlasů skončil na 6. místě.

### Hnutí Trikolóra
V roce 2019 se stal registrovaným příznivcem hnutí Trikolóra.

## Fotbalový funkcionář
Od roku 2014 působí ve vedoucích strukturách fotbalového klubu 1.FK Příbram jako ředitel Fotbalové Akademie 1.FK Příbram o. s., jejímž cílem je vychovávat odchovance pro A tým 1.FK Příbram či fotbalové týmy v příbramském regionu.

## Kontroverze

### ABL
Dle šetření pana Jaroslava Kmenty toho času působícího v MF DNES, podepsal dopis z pozice vedení společnosti ABL, který vypočítával, co se nemá započítávat do osobního majetku pana Petrlíčka (toho času provádějícího sledování politiků a aktivistů na Praze 11 pro ABL), z čehož se odvíjela výše výživného v rozvodovém řízení manželů Petrlíčkových.
Citace z knihy SUPERGURU BÁRTA (autor: Jaroslav Kmenta): "ABL v dopise tvrdila, že Petrlíček používá svůj majetek, třeba arzenál zbraní, jako pušky, pistole, brokovnice a kuše, nebo motorová vozidla ve prospěch firmy ABL", "Vzhledem k náročnosti a rozsahu činnosti pana Petrlíčka a i vzhledem k vysokému stupni utajení některých jeho činností při ochraně osob a majetku musí využívat i další telefony, další vozidla, ať již vlastní, nebo svých subdodavatelů, nebo vypůjčená z půjčovny, a vynakládat další náklady, které nese výlučně sám." Další aktivity společnosti ABL ve sporu manželů Petrlíčkových:
Citace z knihy SUPERGURU BÁRTA (autor: Jaroslav Kmenta): "Aby to nebylo málo. Naposledy vstoupila Petrlíčkové do cesty ABL letos v září. Petrlíčkovi si musí vypořádat společné jmění manželů. A než dojde k soudu, měli šanci se domluvit na smírném vypořádání. V tomto případě jde o částku 850 tisíc korun. Tuto sumu získali po prodeji domu, který Petrlíčková zdědila po své babičce. Jenže Petrlíček přišel na jednání s tvrzením, že tyto peníze rodina už dávno rozfofrovala.", "Když ale jeho manželka vyrukovala s tím, že peníze z prodané nemovitosti převedl na své účty a následně uložil na účty ING banky, Petrlíček prohlásil, že to nejsou peníze rodiny, ale firmy ABL."